# Zethus mexicanus
Zethus mexicanus (лат.) — вид одиночных ос рода Zethus из семейства Vespidae (Eumeninae), обитающий в Неотропике (от Мексики до Бразилии и Парагвая).

## Описание
Мелкие осы, длина около 1 см. Основная окраска чёрная с рыжевато-жёлтыми отметинам. Окраска самца: голова чёрная, за исключением вершины наличника, красноватая; мезоплевры, метаплевры, метанотум, проподеум, петиоль вентрально и ноги красно-оранжевые. Окраска самки: клипеус полностью чёрный, усики без желтоватых участков. Строение самца: тегула с угловатым задним краем; передняя поверхность мезепистернума микрополосатая. Последний антенномер самцов округлый; антенна самца закручена апикально; межантенальный киль присутствует у самцов; наличник самки макропунктированный, перемежающийся микростриалями; затылок сильно вогнут; нотаули отсутствуют; тегула расширена назад; средние голени с одной развитой апикальной шпорой; латеральный проподеальный киль неполный; проподеум без дорсального отверстия. Усики 12-члениковые у самок и 13-члениковые у самцов.
Входит в видовую группу Zethus mexicanus. В группу включают несколько видов, в том числе Zethus brasiliensis, Z. magnus, Z. mexicanus и Z. waldoi.